# Museo Folclórico Nacional de Corea

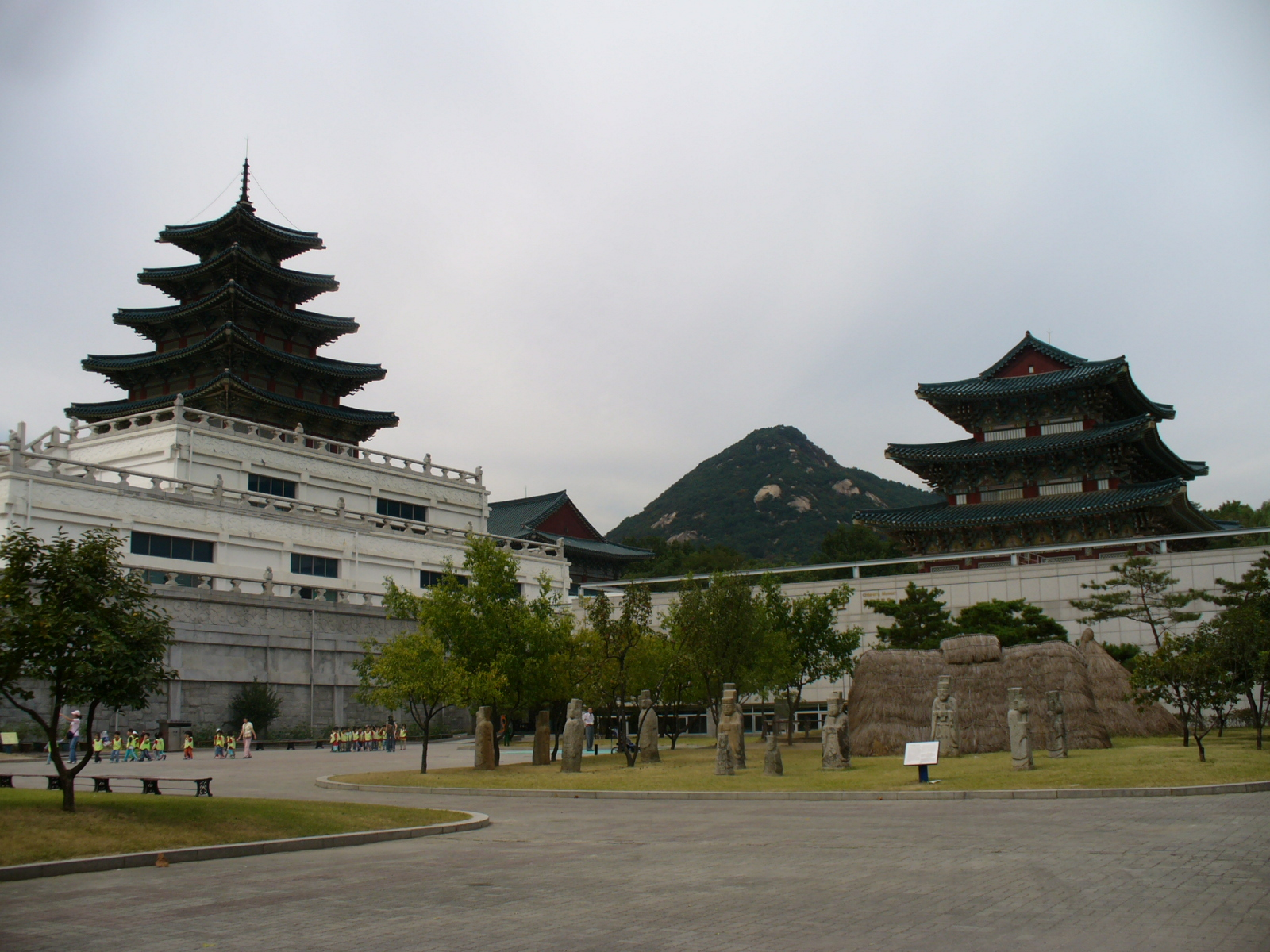
Corte del museo

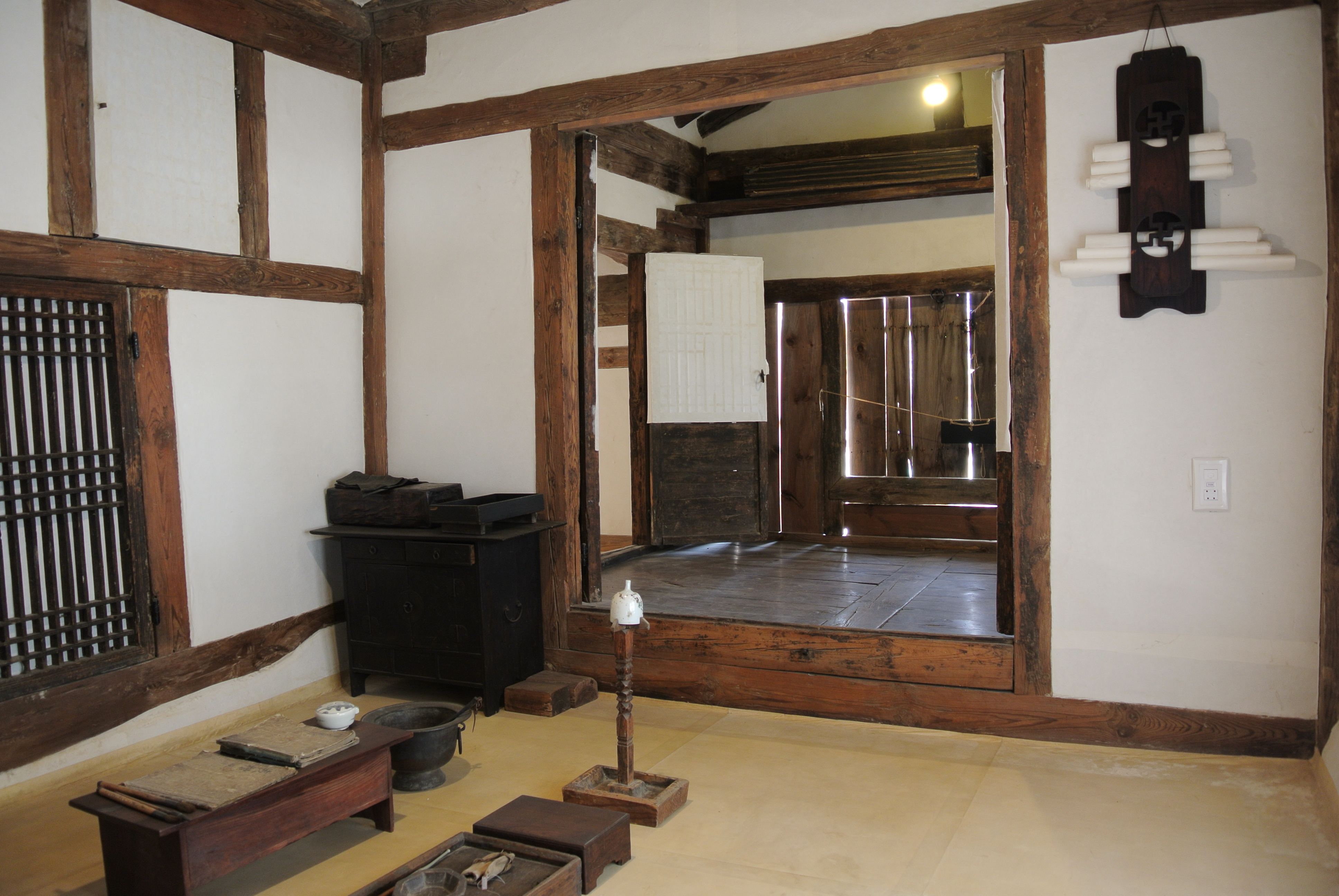
Interior de una casa tradicional

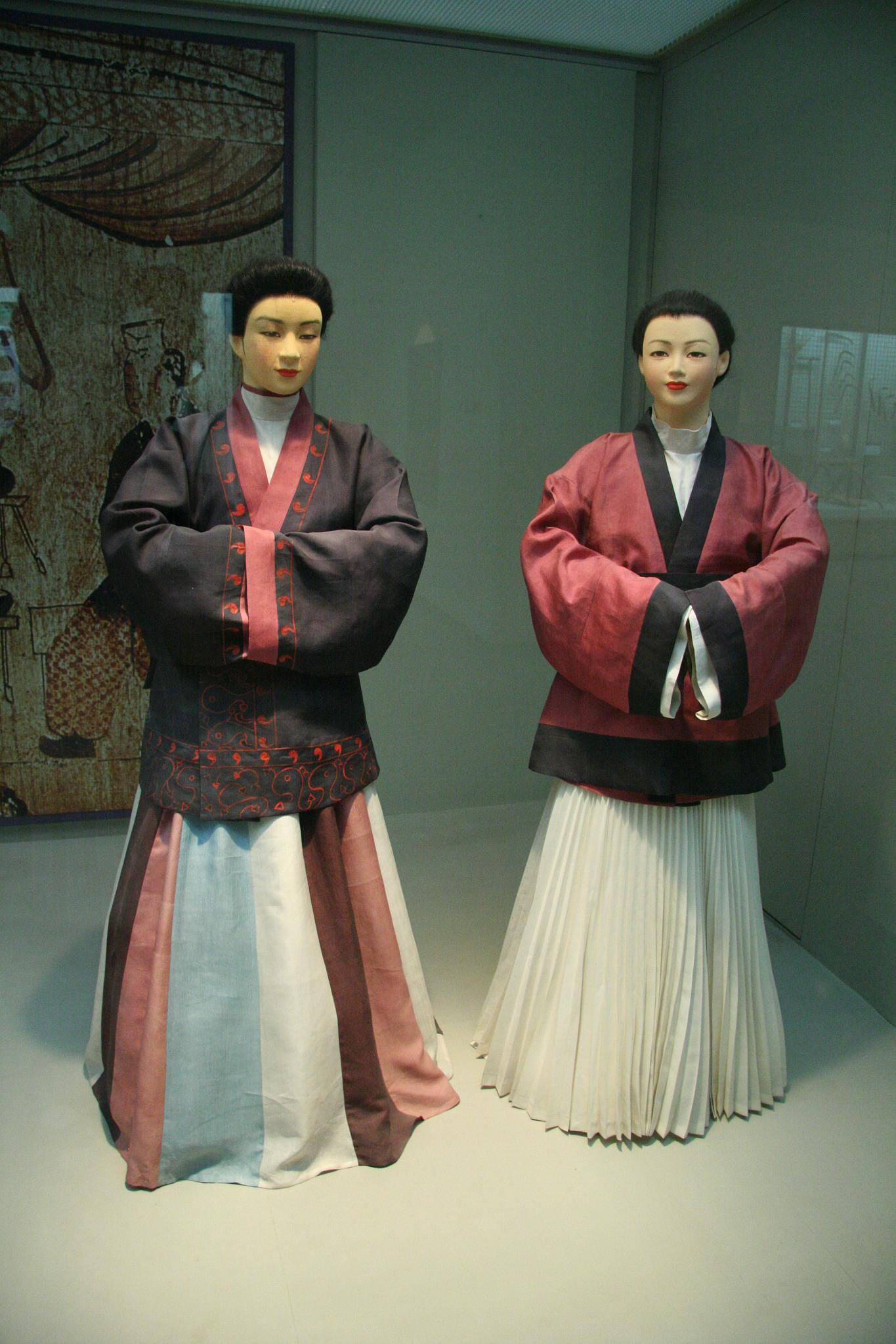
Hanboks (vestido)

El Museo Folclórico Nacional de Corea es un museo surcoreano ubicado cerca del palacio Gyeongbokgung, en Jongno-gu, Seúl. Exhibe diferentes tipos de réplicas para explicar las formas de vida tradiciones de los coreanos y los momentos más destacados de la historia de dicho pueblo.

## Historia
El museo se creó en noviembre de 1945 a iniciativa de los Estados Unidos y abrió al público en abril del año siguiente en el casco antiguo de la ciudad de Seúl. Luego, el recinto se desplazó a Namsan (Seúl) con las 4555 reliquias que poseía en aquel momento. Finalmente, en 1975 fue ubicado en su emplazamiento actual, reservándose el espacio anterior para un museo de arte moderno. Además, el edificio que alberga el museo incluye en su diseño diversas características propias de la arquitectura tradicional coreana.

## Colección

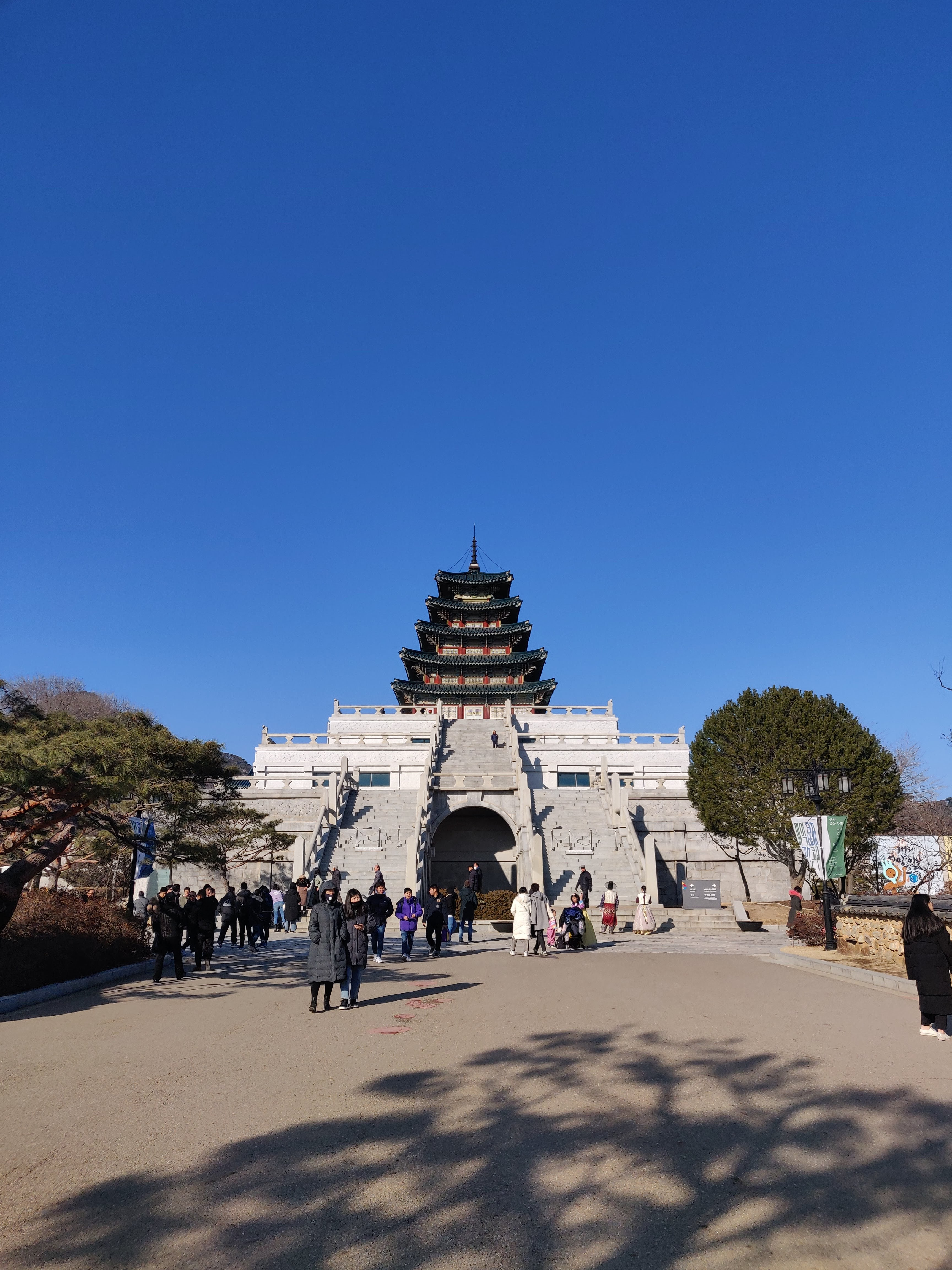
Entrada al Museo Folclórico Nacional de Corea

Tiene tres halls para exhibición con más de 98 000 restos: Historia de los coreanos, que dispone de materiales de uso cotidiano en Corea desde la prehistoria hasta el fin de Joseon en 1910 antes de la invasión japonesa; La vida coreana, que describe el ambiente rústico en tiempos antiguos; y El período de vida de los coreanos, que recalca la importancia del confucianismo en la cultura coreana y describe cómo ejerció influencia en su historia posterior.
La organización también dispone de otras reliquias, por ejemplo réplicas de "jangseung" y postes que antiguamente fueron usados por los habitantes para rezar o para realizar ritos propios del chamanismo coreano.